# Cycle de Cat
 (juin 2024).
- Si vous ne connaissez pas le sujet, laissez ce bandeau (vous pouvez alors contacter les auteurs).
- Si vous supprimez le contenu mis en cause (vous pouvez préalablement contacter les auteurs),

argumentez précisément cette suppression dans la page de discussion
(un manque de référence n'est pas un argument ; une recherche réelle de référence doit avoir été effectuée, être formellement documentée).
 (novembre 2023).
Si vous disposez d'ouvrages ou d'articles de référence ou si vous connaissez des sites web de qualité traitant du thème abordé ici, merci de compléter l'article en donnant les références utiles à sa vérifiabilité et en les liant à la section « Notes et références ».
Le cycle de Cat le psion (titre original : Cat series) est une série de science-fiction écrite par Joan D. Vinge. Elle se compose de trois ouvrages :
1. Psion ou Cat (titre original : Psion, 1982)
2. Cat le Psion (titre original : Catspaw, 1988)
3. Pluie de rêves (titre original : Dream fall, 1996)

## Romans

### Psion
- Titre original : Psion
- année de parution : 1982
- édition originale : Delacorte Press, New York
- (ISBN 978-0440068846)

Chat (Cat) est un métis hydrain orphelin de dix-sept ans survivant à Villevieille. Son enfance a été une succession de rapines, de bagarres, soumise à la perversité des adultes. Il est capturé par le service de sécurité de la Fédération pour servir de main d'œuvre. Détectant ses capacités psioniques, il est orienté vers un centre expérimental, l'Institut de recherche Sakaffe, destiné à étudier le psionisme. Les membres de l'Institut tentent de lui faire maîtriser son pouvoir de télépathie, sclérosé par un traumatisme ancien.
Mais le véritable but de l'Institut est de servir d'appât à Vifargent — Rubiy de son vrai nom —, un psion humain renégat. Chat se retrouve ainsi coincé entre les machinations de la Fédération, d'un groupe de psions essayant de prendre le pouvoir de la Fédération, et de cartels essayant de manipuler les psions pour s'affranchir de la mainmise de la Fédération.

#### Critique
Pour Jean-Pierre Andrevon, qui introduit le livre ainsi : « En 2417, les hommes ont bien entendu colonisé un certain nombre de systèmes solaires ; c'est le capitalisme triomphant dans la galaxie, avec ses séquelles : planète-poubelle, planète-bagne ; et ses hontes : les E.T. massacrés, comme les Hydrains, qui dans un premier temps ont pu s'hybrider avec les Humains, mais n'existent plus en ce XXVe siècle, que sous la forme de fantômes hantant la mauvaise conscience des enfants de leurs bourreaux… », Psion est un roman initiatique qui sacrifie aux thématiques du genre. Il le qualifie de sans surprise mais plein de charme et pétri d'humanité.

### Cat le psion
- Titre original : Catspaw
- année de parution : 1988
- éditeur original : Grand Central Pub
- (ISBN 978-0446513968)

Deux ans se sont écoulés depuis la défaite de Vifargent. Cat a perdu sa télépathie : en assassinant un homme, le choc télépathique en retour a définitivement cautérisé ses neurones, le laissant dans un brouillard télépathique, mais sans altérer le reste de son esprit. C'est maintenant un citoyen. Il dispose d'un bracelet de données, et d'une bourse lui permettant de poursuivre des études de xénoarchéologie (archéologie extraterrestre) à l'Université flottante (Floating University).
Il est recruté par Centauri transport pour assurer la protection d'un membre éminent de la famille taMing qui la dirige : Lady Elnear, victime de plusieurs tentatives d'assassinat. Il reçoit en échange une drogue lui permettant de retrouver ses facultés psi de manière limitée, et un crédit important sur son compte.
Il se retrouve sur Terre, tel un chien dans un jeu de quilles, évoluant dans l'univers mondain des grandes familles et dans celui des intrigues politiques de la Fédération. L'enjeu est de taille : Lady Elnear, qui travaille pour l'Unité indépendante de répression du trafic de drogue et est membre de l'Assemblée générale de la HAFT, brigue un poste au Conseil de sécurité. Par ailleurs, un débat important doit bientôt avoir lieu à l'Assemblée générale : celui de la dérégulation d'une drogue, la pentryptine. La dérégulation assurerait un revenu important à ChemEnGen, détentrice des brevets et propriété de Centauri. L'Itinerant Stryger, un charismatique télévangéliste qui concourt également au siège au Conseil de sécurité, y voit un moyen de réguler la criminalité en « abrutissant » les citoyens et en coupant l'herbe sous le pied de la pègre. Le Lack Market, la pègre des Fins fonds de N'yuk, y voit elle une perte sèche puisque c'est elle qui fournit la drogue illégalement. Lady Elnear est également opposée à cette dérégulation pour des raisons humanistes, le droit au libre-choix, une qualité rare dans ce milieu. En outre, Centauri se livre une guerre larvée avec son concurrent direct, Triple G.
Une fois de plus, Cat se retrouve être un pion, un catspaw, coincé dans l'étau de complots s'entremêlant, et doit jouer sur tous les tableaux : son pouvoir, son humanité, sa connaissance du milieu criminel.

### Pluie de rêves
- Titre original : Dream Fall
- année de parution : 1996
- éditeur original : Warner Books
- (ISBN 978-0446516273)

Cat est maintenant xénologue (spécialiste des espèces extraterrestres). Il fait partie d'une équipe de xénoarchéologues, dirigée par Kissindre Perrymeade, une amie avec qui il a étudié à la Floating University.
L'équipe est engagée par le keiretsu Tau (propriété de la Draco) pour étudier les récifs du Refuge. Ces récifs sont des amas de protéines, générées par les nuages-baleines, et ils sont exploités par la Tau qui y cherche de nouvelles molécules. Mais Le Refuge est la planète d'origine des hydrans, et les récifs sont considérés comme sacrés.
Personne n'est dupe : la mission archéologique est un prétexte pour la Tau, qui espère donner une bonne image aux inspecteur de la HFTA, et elle prendra fin après leur départ. Cela constitue toutefois pour les universitaires une occasion unique, et Cat profite de l'occasion pour partir à la recherche de ses racines.